# رافائل چیمیشکیان
رافائل آرکادی چیمیشکیان (ارمنی: Ռաֆայել Արկադիի Չմշկյան; گرجی: რაფაელ ჩიმიშკიანი) زاده ۲۳ مارس ۱۹۲۹ در تفلیس، گرجستان شوروی) یک وزنه‌بردار ارمنی‌تبار اهل گرجستان است. وی در بازی‌های المپیک تابستانی ۱۹۵۲ هلسینکی صاحب نشان طلا شد.